# Йордан Томов
Йордан Томов Мицев, наричан по прякор Коми, е български футболист, нападател-ляво крило, играл в средата на ХХ век. След края на състезателната си кариера е треньор по футбол.

## Биография

### Като футболист
Роден е на 8 януари 1924 година в семейство на бежанци от Кукуш. Заради произхода си от революционна Македония носи и прякора си Коми, съкратено от Комита. Играл е за Ботев (София) (1940 – 1941), ФК`13 (1942 – 1944), Септември (София) (1945 – 1946) и Левски (София) (1947 – 1953). Има 171 мача и 53 гола в шампионата (112 мача с 34 гола за Левски, 34 мача с 11 гола за ФК`13, 15 мача с 6 гола за Септември и 10 мача с 2 гола за Ботев), като в А група за Левски има 95 мача и 26 гола. С отбора на Левски е четирикратен шампион на България през 1947, 1949, 1950 и 1953 и трикратен носител на Купата на Съветската армия през 1947, 1949 и 1950 г.
Между 1950 г. и 1953 г. записва 3 мача за националния отбор.

### Като треньор
През 1958 г. Томов е назначен за старши треньор на Етър (Велико Търново), като води отбора в продължение на 3 години. През 1962 г. застава начело на Локомотив (Горна Оряховица). Под негово ръководство тимът завършва на 1-во място в Северната Б група през 1962/63 и за първи път в своята история се класира в А група.
През втората половина на 60-те години отново става наставник на Етър. През 1968/69, по подобие на Локомотив (ГО), извежда и търновци до историческа дебютна промоция в елита. Именно по негова идея, която дава през лятото на 1969 г., основният клубен цвят на Етър и до днес е виолетовия. През декември 2009 г. на стадион „Ивайло“ е поставена паметна плоча на Томов.
Умира на 10 март 1998 година.